# Impressionando os Anjos
"Impressionando os Anjos" é uma canção do cantor e compositor brasileiro sertanejo Gustavo Mioto, lançada no dia 20 de outubro de 2016.

## Vídeo musical
O videoclipe da canção foi lançado no dia 31 de outubro de 2016, tendo a direção de Jacques Jr. No clipe, o ator Murilo Rosa interpreta um pai que cuida dos filhos sozinhos após perder a esposa.

## Desempenho nas tabelas musicais
| Chart          | Maior posição |
| -------------- | ------------- |
| Top 100 Brasil | 1             |

## Vendas e certificações
| País   | Certificação | Vendas    |
| ------ | ------------ | --------- |
| Brasil | - 2× Platina | - 160.000 |